# Othreis banakus
Othreis banakus är en fjärilsart som beskrevs av Carl Plötz 1880. Othreis banakus ingår i släktet Othreis och familjen nattflyn. Inga underarter finns listade i Catalogue of Life.